# Katecheta
Katecheta – nauczyciel religii w szkole.

## Historia nauczania religii w szkołach
Nauczyciele religii byli obecni w polskich szkołach państwowych w okresie międzywojennym. Usunięci stamtąd za czasów Bolesława Bieruta, powrócili po „październiku” roku 1956, ale tylko na kilka lat. Ostatni powrót dokonał się decyzją rządu Tadeusza Mazowieckiego we wrześniu 1990. Za czasów PRL-u katecheza odbywała się w salkach przykościelnych lub kościołach.

## Kwalifikacje do nauczania religii
W Polsce kwalifikacje zawodowe nauczycieli religii w szkole publicznej określają władze zwierzchnie kościołów lub innych związków wyznaniowych – w porozumieniu z Ministrem Edukacji Narodowej.
Spełnianie kwalifikacji do nauczania religii potwierdza misja kanoniczna, udzielona katechecie przez biskupa w formie pisemnego skierowania do nauczania religii w konkretnej szkole (placówce oświatowej).

## Specyfika pracy
Katecheta jest jednocześnie świadkiem wiary, mistrzem, mistagogiem, towarzyszem, oraz pedagogiem, który naucza w imieniu Kościoła. Jego tożsamość obejmuje modlitwę, studium oraz bezpośredni udział w życiu wspólnoty parafialnej.
Według rozporządzenia z 1992, katecheta nie może pełnić funkcji wychowawcy klasy; w 2018 rozważano zmianę w tym zakresie. Katecheci podlegają awansowi zawodowemu nauczyciela i mogą należeć do związków zawodowych funkcjonujących w placówce.